# Sulisławice Kolonia
Sulisławice Kolonia – sołectwo i część Kalisza, położone w południowej części miasta, nad strugą Piwonia, w granicach administracyjnych miasta od 2000.  
Najmniejsza pod względem liczby ludności jednostka pomocnicza Kalisza.
Sulisławice Kolonia przed włączeniem w granice administracyjne miasta Kalisza były wsią w gminie Nowe Skalmierzyce.

## Wykaz ulic
Ulice sołectwa:
- ul. Pogodna (nr parzyste 68–160 i nieparzyste 73–165),
- ul. Piotra Sulisławskiego,
- ul. Świetlana,
- ul. Zachodnia (nr nieparzyste 25–45).

## Zabytki
Budynki mieszkalne i gospodarcze z przełomu XIX/XX wieku.